# Solpugeira fuscorufa
Espèce
Synonymes
- Solpuga fuscorufa Schenkel, 1932

Solpugeira fuscorufa est une espèce de solifuges de la famille des Solpugidae.

## Distribution
Cette espèce se rencontre en Éthiopie et au Mozambique.

## Publication originale
- Schenkel, 1932 : Notizen über einige Scorpione und Solifugen. Revue suisse de Zoologie, vol. 39, no 15, p. 375-396 (texte intégral).